# غريس فريك
غريس فريك (بالإنجليزية: Grace Frick)‏ هي مترجمة أمريكية، ولدت في 12 يناير 1903 في توليدو في الولايات المتحدة، وتوفيت في 18 نوفمبر 1979 بسبب سرطان.